# Kanton Le Cannet
Kanton Le Cannet (fr. Canton du Cannet) je francouzský kanton v departementu Alpes-Maritimes v regionu Provence-Alpes-Côte d'Azur. Tvoří ho pouze část města Le Cannet. Zbývající území města se nachází v kantonu Mougins.